# ゑんら
ゑんら（WYENRA えんら）は、日本の3人組女性アイドルグループ。2018年に結成。作詞やグッズデザインを自ら手がけるほか、一部楽曲では振付も担当するなど、完全セルフプロデュースユニットとして東京を拠点に活動している。

## 概要
2018年1月14日、恵比寿CreAtoにおいて、元dropの滝口ひかりと木乃伊みさと、元KAGUYAのメンバーで2017年3月よりソロアイドルとして活動していた滝口ひかりの実妹滝口きららの3人でセルフプロデュースによるアイドルユニット結成を発表。2月10日、恵比寿CreAtoで行われたゑんらデビューライブ&滝口きらら生誕祭にてデビューした。
ユニット名は煙の妖怪である「煙々羅（えんえんら）」（「煙羅煙羅（えんらえんら）」と呼ばれる場合もある）に由来し、煙のように変幻自在で枠にとらわれないアイドルになるようにとの思いが込められている。
和のテイストを取り入れつつ、妖怪をテーマにした曲など、多彩な楽曲を制作している。
2018年7月15日よりメンバー全員がプラチナムプロダクションに所属。木乃伊みさとは2025年3月30日をもって退社し、現在はフリーランスで活動中。事務所はゑんらの活動に関しては一切関わらない契約となっており、フリーのセルフプロデュースユニットとして活動している。

## 略歴
- 2018年1月14日、ユニット結成を発表。
- 2018年2月10日、デビューライブ並びに滝口きらら生誕祭を恵比寿CreAtoにて開催。
- 2018年3月31日、名古屋市中区大須のX-HALL-ZEN-にて全国ツアーを開始。
- 2018年3月31日、カバーシングル「Her Melodious Voice-21Guns/All The Things She Said –」リリース
- 2018年5月3日、クラウドファンディングによるホログラフィック等最新映像演出を使用したワンマンライブ『ゑんら百鬼夜行』の7月14日開催を発表[4]。
- 2018年7月7日、1stアルバム『KEMURI』リリース。
- 2018年11月1日、オフィシャルファンクラブ「ゑんむすび」を開設。
- 2018年12月9日、1stシングル「さよならを教えて」リリース
- 2019年3月2日、一周年記念単独ライブ開催。4月24日初全国流通シングル『妖怪ディスコ』の発売と、7月24日までに1万枚販売達成すれば全国ツアーを開催、できなければ解散すると発表[5]。
- 2019年4月24日、1stシングル「妖怪ディスコ」発売。
- 2019年5月6日、「妖怪ディスコ」がオリコン週間 インディーズシングルランキング第一位を獲得[6]。
- 2019年7月24日、渋谷Gladにて「妖怪ディスコ」の売上げ結果が発表され、17199枚で目標枚数に達した為、活動継続が発表された。
- 2019年10月19日、ファッションブランド『TRAVAS TOKYO』とコラボ企画を発表。また「TRAVAS TOKYO　2019秋冬シーズンカタログ」のファッションモデルを務める[7]。
- 2019年12月11日、2ndアルバム『UKIYO』発売。
- 2023年12月10日、3rdアルバム『UTUTU』発売。
- 2025年6月25日、4thアルバム『HENGE』発売。

## メンバー
| 名前 （ふりがな）            | 担当カラー | 生年月日 （年齢）     | 血液型 | 出身地 | 所属事務所               | 備考                                                       |
| ---------------------------- | ---------- | --------------------- | ------ | ------ | ------------------------ | ---------------------------------------------------------- |
| 木乃伊みさと（みいらみさと） | 深紅       | 1994年9月9日（30歳）  | B型    | 埼玉県 | フリーランス             | 元・drop 2025年3月30日をもってプラチナムプロダクション退社 |
| 滝口ひかり（たきぐちひかり） | 天色       | 1994年9月20日（30歳） | O型    | 千葉県 | プラチナムプロダクション | 元・drop                                                   |
| 滝口きらら（たきぐちきらら） | 檸檬       | 2000年2月10日（25歳） | O型    | 千葉県 | プラチナムプロダクション | 元・KAGUYA                                                 |

## 楽曲一覧

### 楽曲
| #  | 公開日         | 曲名                 | 作詞         | 作曲                                                | 備考 |
| -- | -------------- | -------------------- | ------------ | --------------------------------------------------- | --- |
| 1  | 2018年1月27日  | 心中ミッドナイト遊園 | 木乃伊みさと | 作編曲＆プログラミング：ぴあ                        | YouTubeにてMV公開 |
| 2  | 2018年2月3日   | ゑんらにおまかせよ   | 木乃伊みさと | 作曲：木乃伊みさと 編曲＆プログラミング：ぴあ       | ・2018年2月1日 X(旧Twitter)にて音源一部公開 ・2018年2月3日 YouTubeにてMVフル公開 |
| 3  | 2018年2月6日   | キミノセイ           | 木乃伊みさと | 作編曲＆プログラミング：ぴあ                        | ・2018年2月3日 X(旧Twitter)にて音源一部公開 ・2018年2月6日 YouTubeにてMVフル公開 |
| 4  | 2018年2月10日  | 呪いの飴             | 木乃伊みさと | 作曲：木乃伊みさと 編曲＆プログラミング：ぴあ       | ・楽曲自体は2016年に「呪いの飴ちゃん」/drop（作詞作曲：三嵜みさと）として公開済み ・恵比寿CreAto『ゑんらデビューライブ「けむり」』にて初披露                                                             |
| 5  | 2018年3月31日  | リンネ転生           | 木乃伊みさと | 作編曲＆プログラミング：koma’n                      | 『ゑんら怪綺談 名古屋ツアー』にて初披露 |
| 6  | 2018年4月30日  | アンバランス         | 木乃伊みさと | 作編曲＆プログラミング：koma’n                      | 『ゑんら怪綺談 東京ツアーファイナル』にて初披露 |
| 7  | 2018年6月9日   | ONORE                | 木乃伊みさと | 作曲：ぴあ＆木乃伊みさと 編曲＆プログラミング：ぴあ | 『IDOLidge Sapporo-アイドリッジ札幌- @SOLID』にて初披露 |
| 8  | 2018年7月14日  | さよならを教えて     | 木乃伊みさと | koma’n                                              | 白金高輪SELENE b2『ゑんら百鬼夜行』にて初披露 |
| 9  | 2018年9月8日   | のっぺらぼう         | 木乃伊みさと | ぴあ                                                | 吉祥寺SHUFFLE『ゑんらファーストアルバム「KEMURI」リリースイベントファイナル』にて初披露 |
| 10 | 2018年11月02日 | 迷い地縛霊           | 木乃伊みさと | ぴあ                                                | 吉祥寺SEATA『ゑんら心中～今日が最期かもしれない～』にて初披露 |
| 11 | 2019年1月10日  | 妖怪ディスコ         | 木乃伊みさと | ぴあ                                                | 座・高円寺2『ゑんら絵巻「私を地獄に連れてって。」』にて舞台ver.で初披露 |
| 12 | 2019年3月2日   | つぼみ               | 滝口きらら   | 作編曲：ぴあ                                        | 渋谷WWWX『ゑんら1周年記念単独ライブ-縁-』にて初披露 |
| 13 | 2019年3月2日   | 君がいない           | 木乃伊みさと | 作編曲：koma’n                                      | 渋谷WWWX『ゑんら1周年記念単独ライブ-縁-』にて初披露 |
| 14 | 2019年4月29日  | だいだらぼっち       | ゑんら       | 作曲：木乃伊みさと 編曲：すえくん                   | 新宿club SCIENCE『ゑんら百鬼夜行シリーズ、其の四』にて初披露 |
| 15 | 2019年10月13日 | レトロ花子           | 木乃伊みさと | 左川花柄                                            | 名古屋大須RADHOLE『全国ツアーゑんら道中』にて初披露 |
| 16 | 2019年11月24日 | ホラーかわいい       | ゑんら       | koma’n                                              | Space Zero（宮城県仙台市）『全国ツアーゑんら道中』にて初披露 |
| 17 | 2020年02月11日 | 厄猫                 | ゑんら       | 松本ジュン                                          | ・2020年2月6日 路上ライブ(秋葉原)でサプライズお披露目 ・2020年2月11日 新宿club SCIENCE『滝口きらら生誕祭』にて初披露 ・振付：喘息さん                                                                    |
| 18 | 2020年5月5日   | アバンギャルドおばけ | 木乃伊みさと | すえくん                                            | ・2020年4月29日よりリリース予定だったが、感染症拡大防止により中止となりリリースが延期された ・2020年5月5日 各配信サイトにて配信開始 ・2020年9月17日 配信ワンマンライブ『アバンギャルドゑんら』にて初披露 |
| 19 | 2021年2月28日  | オカルトブルー       | 木乃伊みさと | 松本ジュン                                          | ・AKIBAカルチャーズ劇場『定期公演 噂のゑんちゃん』にて初披露 ・振付：舞花さん |
| 20 | 2021年7月23日  | 鬼                   | 木乃伊みさと | koma’n                                              | ・もともとは2021年5月2日『定期公演 いなせなゑんちゃん』披露予定だったが、感染症拡大防止により公演中止となり披露が延期された ・2021年7月23日 四谷Honey Burst『定期公演 こじゃれなゑんちゃん』にて初披露   |
| 21 | 2022年2月27日  | うらめしっく         | 木乃伊みさと | 松本ジュン                                          | ・2022年1月23日 『ゑんらカラオケ配信』にて一部初披露 ・2022年2月27日 四谷Honey Burst『定期公演 ハイカラゑんちゃん』にてフル初披露                                                                        |
| 22 | 2023年1月1日   | 一反モーメント       | 木乃伊みさと | MARIN                                               | ・四谷Honey Burst『あけおめゑんちゃん』にて初披露 ・振付：舞花さん |
| 23 | 2023年5月13日  | ゑんら三鬼夜行       | 木乃伊みさと | koma’n                                              | ・新宿アルタ KeyStudio『ゑんら5周年記念ワンマンライブ～ゑんら三鬼夜行～』にて初披露 ・振付：舞花さん |
| 24 | 2024年3月3日   | 廻天歌               | 木乃伊みさと | 作編曲：すえくん                                    | ・大塚Hearts Next『ワンマンライブ ゑんら廻天』にて初披露 ・振付：ゑんら（初のメンバー振付曲） |
| 25 | 2024年6月23日  | MURA蜘蛛             | 木乃伊みさと | 作編曲：すえくん                                    | ・2024年6月23日 白金高輪SELENE b2『ゑんら6周年記念ワンマンライブ ゑんら怪祭』にて初披露 ・2025年1月1日00:00〜 各音楽配信サイトにて配信開始。5作連続リリース第1弾。 ・振付：喘息さん                      |
| 26 | 2025年2月9日   | くらくら通りゃんせ   | 滝口きらら   | 作編曲：すえくん                                    | ・2025年2月9日 渋谷スターラウンジ『滝口きらら生誕祭』にて初披露 ・2025年2月10日00:00〜 各音楽配信サイトにて配信開始。5作連続リリース第2弾。 ・振付：舞花さん                                             |
| 27 | 2025年3月2日   | 雲外鏡               | 木乃伊みさと | 作編曲：すえくん                                    | ・2025年3月2日00:00〜 各音楽配信サイトにて配信開始。5作連続リリース第3弾。 ・2025年3月2日 四谷Honey Burst『定期公演 あやかしゑんちゃん』にて歌のみ初披露 ・振付：喘息さん                                |
| 28 | 2025年4月6日   | ゆめわらし           | 滝口ひかり   | 作編曲：すえくん                                    | ・2025年4月6日00:00〜 各音楽配信サイトにて配信開始。5作連続リリース第4弾。 ・2025年4月6日 四谷Honey Burst『定期公演 あやかしゑんちゃん』にて歌のみ初披露                                                 |
| 29 | 2025年5月2日   | 夜バシリ             | ゑんら       | 作編曲：松本ジュン                                  | ・2025年5月2日00:00〜 各音楽配信サイトにて配信開始。5作連続リリース第5弾。 ・2025年5月4日 四谷Honey Burst『定期公演 あやかしゑんちゃん』にて初披露 ・振付：ゑんら                                        |

### ソロ楽曲
| #  | 公開日         | 曲名             | 作詞         | 作曲         | 備考 |
| -- | -------------- | ---------------- | ------------ | ------------ | --- |
| １ | 2018年9月9日   | おみやげ2日酔い  | 木乃伊みさと | 木乃伊みさと | ・渋谷ATOM『木乃伊みさと生誕祭「さめない夢」』にて初披露 ・2019年3月2日渋谷WWWX『ゑんら1周年記念単独ライブ-縁-』にて、チケット購入者にエムカードが配布された                                |
| ２ | 2019年1月27日  | ヘラってねーし！ | 滝口ひかり   |              | ・渋谷スターラウンジ『滝口ひかり生誕祭「我儘なわたしを許して2〜リベンジ〜」』にて初披露 ・2019年3月2日渋谷WWWX『ゑんら1周年記念単独ライブ-縁-』にて、チケット購入者にエムカードが配布された |
| ３ | 2019年2月16日  | 泡のきもち       | 滝口きらら   | 作編曲：ぴあ | ・渋谷DESEO mini『滝口きらら生誕祭「滝口きららの一期一会」』にて初披露 ・2019年3月2日渋谷WWWX『ゑんら1周年記念単独ライブ-縁-』にて、チケット購入者にエムカードが配布された                  |
| 4  | 2024年11月16日 | 僕らの青         | 滝口ひかり   |              | ・四谷Honey Burst『滝口ひかり生誕祭』にて初披露 |

## メディア出演・掲載

### テレビ
- カニつめくん（2018年8月31日、テレビ東京）
- ごちそんぐDJ（2018年9月10日・10月1日、NHK Eテレ）
- 矢口真里の火曜The NIGHT#139（2019年2月12日、AbemaTV）
- おはようアイドルヒルズREMIX（2019年7月6日・7月13日、7月20日TOKYO MX）

### ラジオ
- 江東ミッドナイト@ The Night of Wyenra ゑんらの夜（2018年7月19日 - 2018年12月20日、レインボータウンエフエム放送） - 公開生放送。
- 小倉ちゃちゃちゃラジオ 初恋居酒屋（不定期出演、FM KITAQ） - 公開録音。
- NONSTYLE井上の渋谷ジャック（2018年11月25日・2019年2月24日、渋谷クロスFM） - 公開生放送。
- 火曜日のけむり注意報（2019年4月23日 - 、渋谷クロスFM）
- ギュウゾウとPinokkoの雷ヘッドライナー（2019年6月23日・6月30日、RADIO BERRY）

### ネット配信
- 生のアイドルが好き（2018年12月16日、ニコニコ生放送）

### 雑誌・出版物等
- ELFy Vol.2（2018年2月15日、ジーオーティー）
- アイドルヴィレッジ 2018年4月号（2018年2月28日、メタ・ブレーン） - 表紙。
- FLARE Vol.1（2018年7月25日、Rocket Base） - 表紙。
- アイドルヴィレッジ 2019年1月号（2018年11月30日、メタ・ブレーン）
- 原宿POPUNITED Vol.17（2018年12月26日、ポピュナイテッド）
- モエスタ通信 2019年7月号（2019年6月25日、花鳥風月）

### 舞台
- 妖怪コメディ夏休みSP『妖怪アゲアゲフェス！』（2018年8月17日 - 18日、座・高円寺2）
- ゑんら絵巻『私を地獄に連れてって。』（2019年1月10日 - 11日、座・高円寺2）*旗揚げ公演
- ゑんら絵巻其の二『地獄でつかまえて』（2020年1月22日 - 26日、テアトルBONBON）